# لورينزو سميث الثالث
لورينزو سميث الثالث (بالإنجليزية: Lorenzo Smith III)‏ هو منافس ألعاب قوى أمريكي، ولد في 27 فبراير 1978 في كانكاكي في الولايات المتحدة.

## وصلات خارجية
- لورينزو سميث الثالث على موقع الاتحاد الدولي لألعاب القوى (الإنجليزية)
- لورينزو سميث الثالث على موقع أوليمبيديا (الإنجليزية)